# Aleksandr Aleksandrovič Lieven
Il principe Aleksandr Aleksandrovič Lieven, (in russo: Александр Александрович Ливен) (7 luglio 1860 – Udine, 23 febbraio 1914), è stato un ammiraglio russo.

## Biografia
Era il figlio del generale Aleksandr Karlovič Lieven (1801-1880), e di sua moglie, Ekaterina Nikiticna Pankrat'eva (1818-1867).

## Carriera
Servì inizialmente nel Reggimento Semënovskij. Tuttavia, nel 1884, si trasferì alla Marina imperiale russa. Nel 1898 si è laureato presso l'accademia navale ed è stato promosso al grado di capitano, in seguito venne assegnato alla corazzata Poltava (1898-1901).
Nel 1900 venne inviato come addetto militare negli Stati Uniti e agì come un osservatore militare durante la guerra ispano-americana.
Durante la guerra russo-giapponese, era inizialmente al comando della difesa di Port Arthur. In seguito venne nominato capitano della incrociatore Diana. Durante la Battaglia del Mar Giallo, è stato uno dei pochi capitani a rompere il blocco giapponese, e fu internato a Saigon fino alla fine della guerra. Per questa impresa venne promosso al grado di capitano.
Dopo la fine della guerra, divenne capitano della incrociatore Pamiat Azova nel 1906. Dal 1908, è stato assegnato allo Stato Maggiore della Marina. Fu promosso contrammiraglio nel 1911, a viceammiraglio e capo della Marina Stato Maggiore nel 1912.

## Morte
Continuò nel suo intento di ricostruire la Marina imperiale russa, ma morì nei pressi di Udine, mentre era di ritorno da una vacanza a Venezia, sul treno per San Pietroburgo. Venne sepolto nella sua tenuta di famiglia in Curlandia.